# 마쓰다이라 가타히로

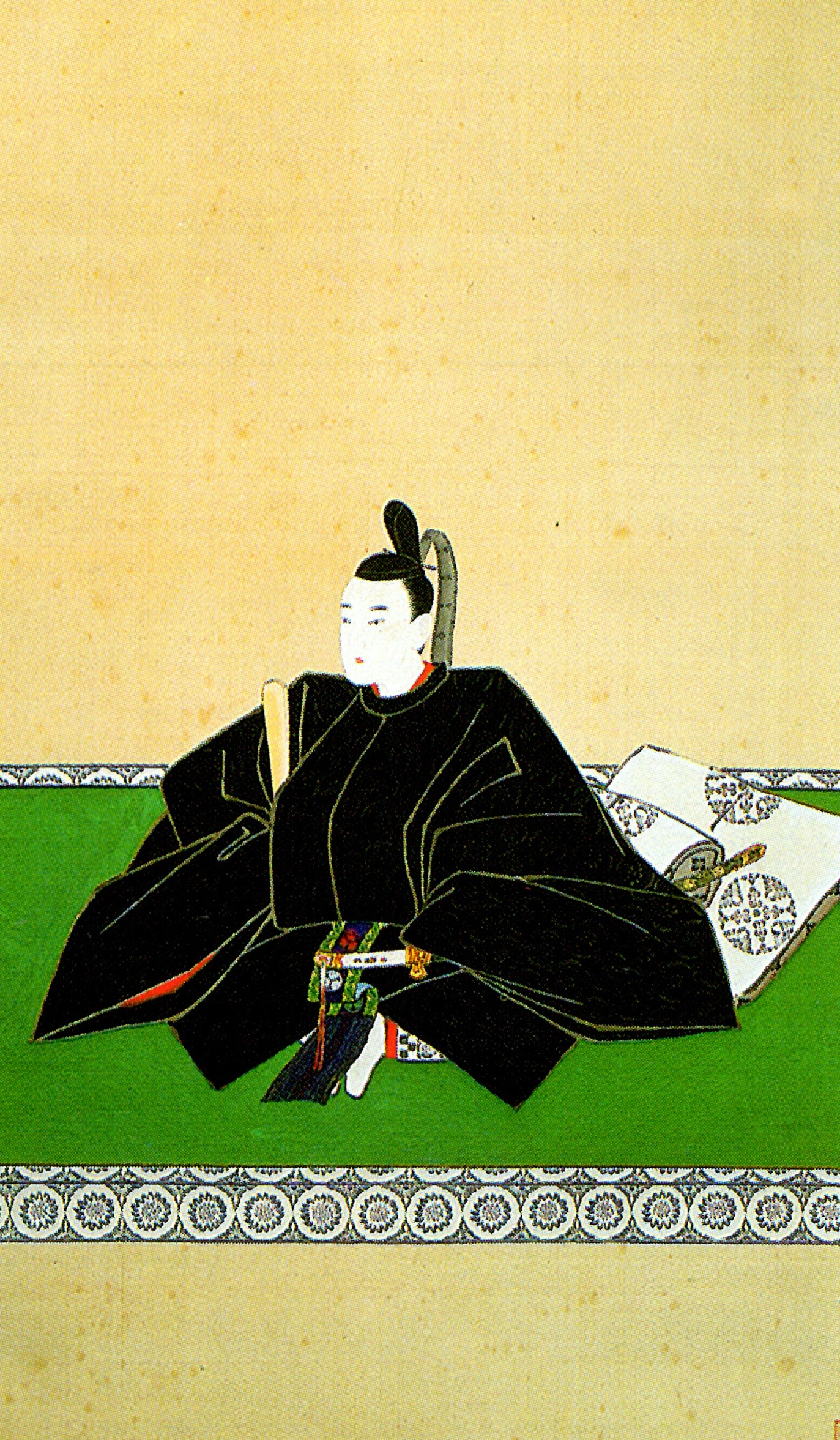
마쓰다이라 가타히로

마쓰다이라 가타히로(일본어: 松平容衆, 1803년 10월 30일 ~ 1822년 4월 20일)는 일본 에도 시대의 다이묘로, 아이즈번의 7대 번주이다. 다른 이름은 긴노스케(金之助)이다.
교와 3년(1803년), 선대 번주 마쓰다이라 가타오키의 둘째 아들로 태어났다. 아버지 가타오키가 분카 2년에 사망하자, 겨우 4세의 나이로 번주 자리를 계승했다. 분카 10년(1813년)에 종4위하, 시종, 히고노카미에 서임되었고, 이어서 분카 13년에는 소장 관직을 받았다. 그러나 분세이 5년(1822년)에 20세의 젊은 나이로 사망하였다. 가타히로가 사망함으로써 도쿠가와 히데타다로부터 이어지는 남계가 완전히 단절되었다. 양자인 마쓰다이라 가타타카가 번을 이어받았다.
| 전임 마쓰다이라 가타오키 | 제7대 아이즈번 번주 (호시나 마쓰다이라 가문) 1806년 ~ 1822년 | 후임 마쓰다이라 가타타카 |